# دونالد فرانكلين ستيوارت
دونالد فرانكلين ستيوارت (بالإنجليزية: Donald Franklin Stewart)‏ هو مؤرخ أمريكي، ولد في 22 مايو 1929، وتوفي في 17 مارس 1996.